# Zale costifera
Zale costifera är en fjärilsart som beskrevs av Walker 1865. Zale costifera ingår i släktet Zale och familjen nattflyn. Inga underarter finns listade i Catalogue of Life.